# Aleksandrowo k. Pokrytek
Aleksandrowo – kolonia w Polsce, w województwie mazowieckim, w powiecie mławskim, w gminie Strzegowo.
Do 2023 miejscowość nazywała się Aleksandrowo i była częścią wsi Pokrytki.
Aleksandrowo należy do rzymskokatolickiej parafii św. Mikołaja w Niedzborzu.
W latach 1975–1998 Aleksandrowo administracyjnie należało do województwa ciechanowskiego.